# 1753 House

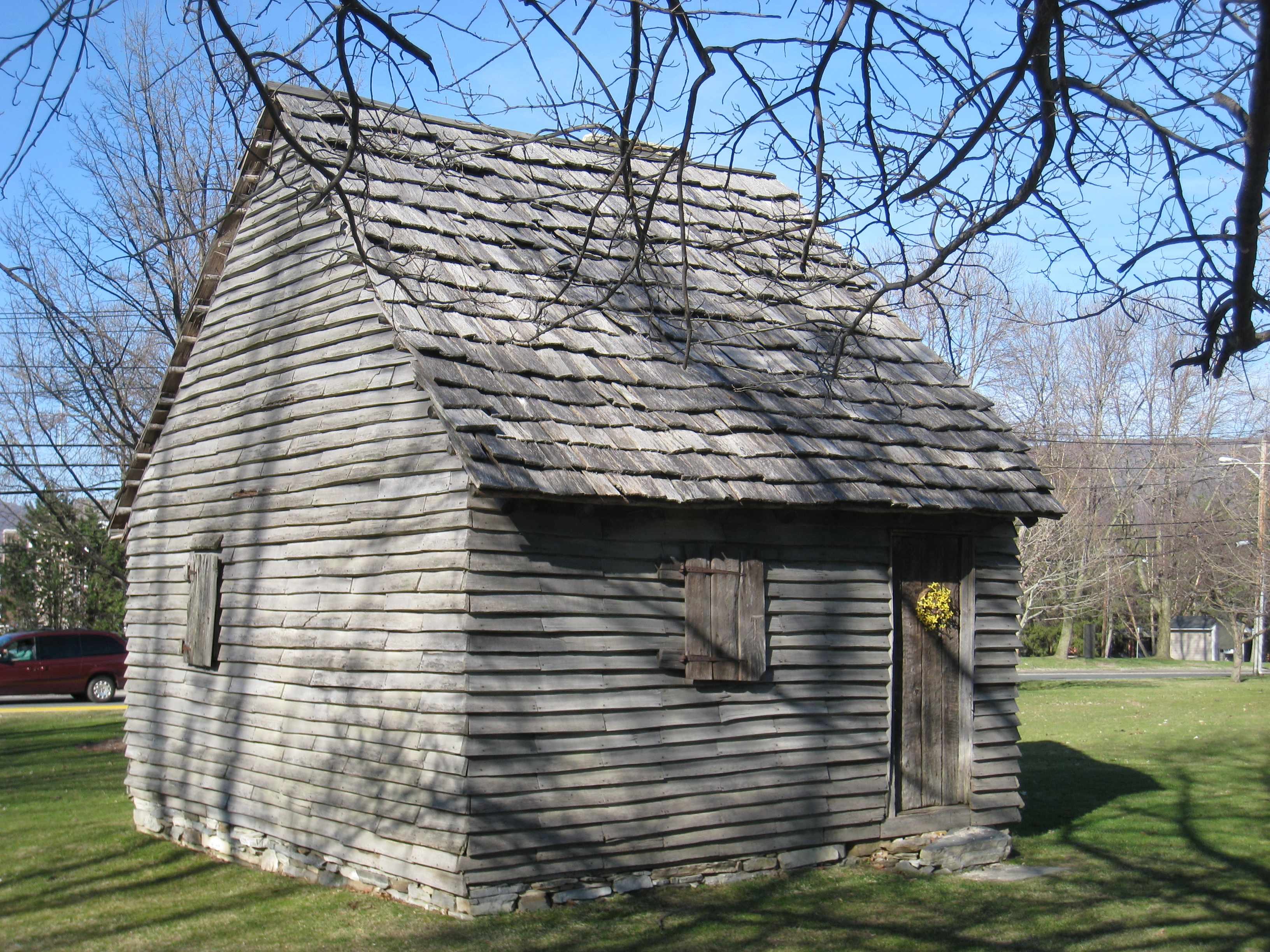
Die Hütte im April 2008

Das 1753 House ist eine Hütte in der Kleinstadt Williamstown im US-Bundesstaat Massachusetts und eine historische Sehenswürdigkeit der Region. Sie steht am Westrand des Ortes im Field Park, der Schnittstelle von U.S. Route 7 und Massachusetts Route 2 – und somit am westlichen Endpunkt der touristischen Panoramastraße Mohawk Trail.

## Architektur und Ausstattung
Es handelt sich um ein einfach gehaltenes, kleines Haus aus Holzschindeln mit einer Tür und einem Fenster gen Süden, einem weiteren Fenster gen Westen und einem steinernen Schornstein, der das Satteldach ausgehend von einer Feuerstelle im Inneren auf der Nordseite durchbricht. Die Fenster sind durch Fensterläden geschützt. Der Boden der unteren Ebene, in der neben einem grob gefertigten Eichenholztisch vier Stühle stehen, besteht aus Sand und gestampfter Erde. Eine einfache Leiter führt hinauf zur zweiten Ebene, die nicht komplett durchgehend ist, sondern lediglich etwa die Hälfte der Länge der Hütte einnimmt. Um den Schornstein herum – um dessen Abwärme auszunutzen – sind einige Schlafplätze gruppiert.

## Idee und Bauphase
Der Name der Hütte ist irreführend. Tatsächlich wurde sie erst 1953 anlässlich der 200-Jahr-Feier Williamstowns errichtet. Für die Konstruktion verwendete man jedoch ausschließlich Materialien und Werkzeuge, die auch bereits 1753 bei der Stadtgründung durch britische Siedler zum Einsatz gekommen waren. Damals wurde jeder Neuankömmling angewiesen, fünf Acre Land nutzbar zu machen und darauf ein Haus mit einer Grundfläche von mindestens 4,57 × 5,48 Metern zu errichten.
Im Vorfeld der Konstruktionsphase galt es zunächst einmal, einen Standort für die Hütte festzulegen. Die letztendliche Entscheidung fußte vor allem darin, dass der anvisierte Platz geographische Übereinstimmungen mit zahlreichen relevanten Orten der frühesten Siedlung aufwies:
- Er liegt in der Nähe zu jener Stelle, an der 1753 die erste Hütte errichtet wurde
- Er ist das Zentrum des Areals, in dem ab den 1760r Jahren die etwas komfortableren Häuser entstanden
- Er liegt nur wenige Meter neben dem Standort des ehemaligen ersten steinernen Schulhauses aus dem Jahr 1763
- Er liegt unmittelbar westlich des 1768 errichteten ersten Versammlungshauses und dessen Nachfolgebau von 1798
- Er liegt entlang der Straße, an der 1762 die erste Schänke eröffnet wurde
- Er liegt im Bereich der ersten sieben errichteten HäuserDas tragende Balken-, Sparren- und Pfostengerüst kurz nach dem Beginn der Verkleidung mit Schindeln

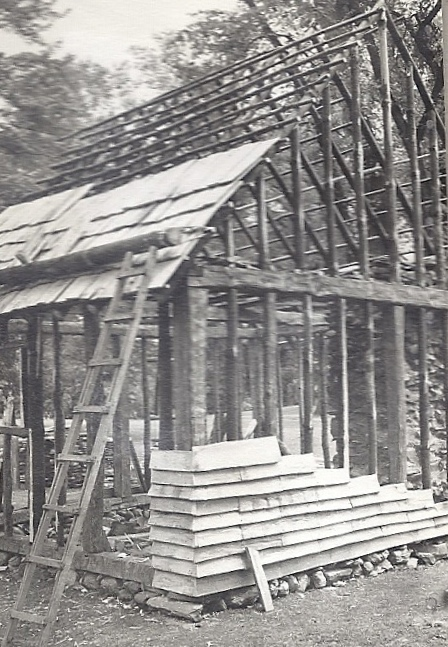
Das tragende Balken-, Sparren- und Pfostengerüst kurz nach dem Beginn der Verkleidung mit Schindeln

Dem Beginn der Arbeiten gingen lange, umfangreiche Recherchen voraus, um sowohl in architektonischen Gesichtspunkten als auch bei den Konstruktionsmethoden möglichst akkurat an die Hütten der ersten Siedler heranzureichen. Gleichzeitig musste man jedoch feststellen, zahlreiche relevante Fakten nicht in Erfahrung bringen zu können, weshalb versucht wurde, sich nach bestem Wissen der damaligen Arbeitstechnik anzunähern. Unter der Leitung von Henry N. Flynt jr. begannen im Februar 1953 erste Baumfällarbeiten. Jeweils an den Wochenenden schlugen Freiwillige mit groben Äxten im Areal White Oaks, aus dem auch zur Siedlerzeit die verbauten Bäume stammten, Eschen,  Amerikanische Weiß-Eichen und Weymouth-Kiefern. Das Holz wurde anschließend in die jeweils benötigten Teile, größtenteils Balken weiterverarbeitet. Mit Hilfe eines Spalthammers und eines groben Messers mit keilförmiger Klinge, dem so genannten „Frow“, erfolgte aus Eschenholz die Fertigung von etwa 700 Schindeln zur Dacheindeckung und 1000 zur Fassadenverkleidung. Dieser Arbeitsschritt war der mit Abstand zeitaufwendigste der gesamten Hüttenkonstruktion. Wie in Kolonialtagen wurde mit dem tatsächlichen Hausbau erst im Juni – also in der zumeist beständigeren, wärmeren und trockeneren Jahreszeit – begonnen. Im Juli stellten 32 Männer das tragende Gerüst aus stabilem Eichenholz auf, dessen einzelne Balken durch jeweils ein Inch lange Zapfen zusammengehalten werden. Auf Sparren aus Kiefernholz liegen leichte, dünne Dachträger, auf die mit handgezogenen Nägeln die Schindeln befestigt worden sind. Diese dichtete man anschließend – sowohl auf dem Dach als auch an den Außenwänden – mit einer Mischung aus Lehm und Stroh ab, um das Gebäude wetterfest zu machen. Das Fundament besteht aus unbehauenen Lesesteinen, die man in Lehm und Ton bettete und der Sturz aus Eichenholz über der Feuerstelle ist sowohl massiv genug als auch in ausreichender Höhe verbaut, dass er im Laufe der Jahrzehnte nur leichte Beeinträchtigungen durch Ruß und Hitze erleidet. Aus den steinernen Fundamenten des ersten Sägewerkes von Williamstown formte man den Schornstein. Die Steine wurden zunächst trockengelegt und anschließend die Fugen mit Lehm und Ton aufgefüllt. Äußerst kompliziert gestaltete sich der Durchbruch des Schornsteins durch das Dach, da er nicht nahtlos mit den Dachschindeln abschloss und so durch kleine offene Spalten um ihn herum etwaiges Regenwasser hätte eindringen können. Zur Behebung dieses Problems vergrößerte man den Durchmesser des Schornsteins im Bereich des Durchbruchs, so dass Regenwasser nun über die schräge Steinfläche über die Dichtungsfugen hinausgetragen wird. Als letzter Arbeitsschritt folgte im September die Fertigung der Möbel. Zirka 108 ehrenamtliche Personen investierten letztendlich etwa 1500 Arbeitsstunden in die Konstruktion der Hütte. Weitere 15 Helfer haben kostenlos Material beigesteuert, etwa Holz oder alte Scharniere. Man geht davon aus, dass die Siedler zweihundert Jahre zuvor für die Fertigstellung einer baugleichen Hütte etwa 1000 Arbeitsstunden benötigt hätten.

## Jüngste Geschichte
In der Nacht auf den 22. September 1953 schaltete man die Scheinwerfer ein, die die fertige Hütte im Dunkeln beleuchteten. Drei Tage später feierten mehr als 500 Einwohner Williamstowns am 25. September ab 17 Uhr die offizielle Einweihung des von ihnen in mühevoller Handarbeit gebauten Gebäudes. Aus diesem Anlass erfolgte – den alten Traditionen der Siedler entsprechend – eine öffentliche Austestung der Stärke und Sicherheit der Tür. Hierzu feuerte Norman B. McWilliams eine Musketenkugel ab, während der Superintendent des Williams College, Peter Welanetz, als Indianer verkleidet mit einem Bogen einen Pfeil in die Tür schoss. Diese hielt den Prüfungen stand. Am 3. Oktober, dem letzten Tag der Jubiläumsfeierlichkeiten, besuchte der Gouverneur von Massachusetts, Christian Herter, in Begleitung des Kongressabgeordneten John W. Heselton die Hütte und ließ sich herumführen. 1972 mussten die Dachschindeln teilweise ausgetauscht werden und auch die Feuerstelle wurde erneuert. Heutzutage ist die Hütte ein wichtiger kultureller Veranstaltungsort und unter anderem Schauplatz von Freilufttheateraufführungen. So wurde beispielsweise im November 2006 Arthur Millers Drama Hexenjagd dargeboten. Darüber hinaus findet dort seit 1974 jährlich ein Mitte Dezember organisiertes gemeinschaftliches Weihnachtsliedersingen statt. Dieses fiel im Jahr 2010 allerdings wegen baulichen Verfalls des Schornsteins und der damit verbundenen Unfallgefahr aus. Mit finanzieller Unterstützung des Community Preservation Committee konnte die Reparatur sehr zeitnah durchgeführt werden. Darüber hinaus ziert die Hütte das Logo des auf heimatgeschichtliche Recherche und Aufklärung ausgerichteten „Williamstown House of Local History“.